# Scopula rehfousiana
Scopula rehfousiana är en fjärilsart som beskrevs av Culot 1917. Scopula rehfousiana ingår i släktet Scopula och familjen mätare. Inga underarter finns listade.